# Acta de Chapultepec

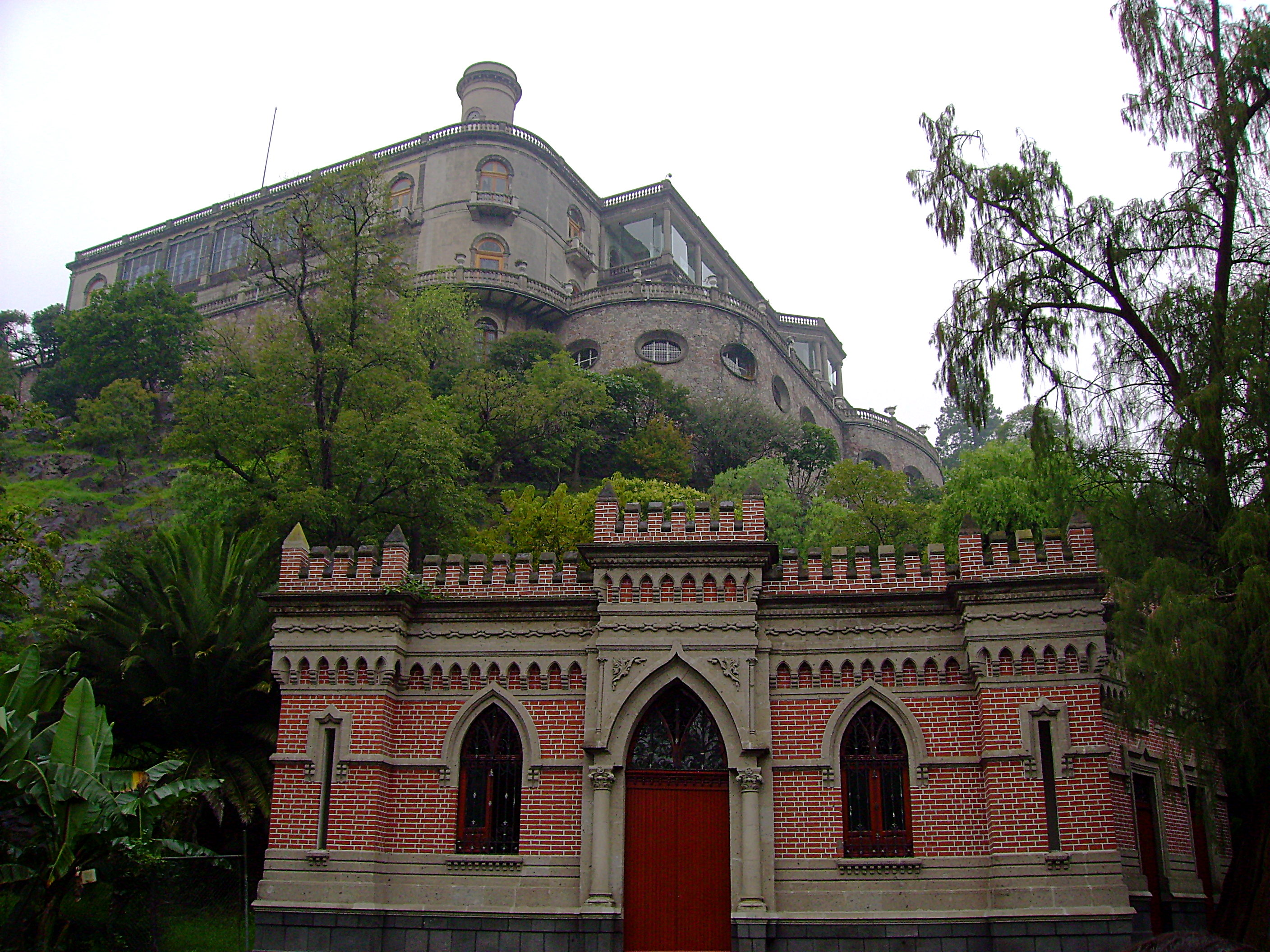
El Castillo de Chapultepec, ubicado en el cerro del mismo nombre en la Ciudad de México, donde se realizó la Conferencia y firmó el Acta de Chapultepec.

El Acta de Chapultepec es un acuerdo panamericano firmado el 6 de marzo de 1945 en ocasión de la Conferencia de Chapultepec, celebrada en 1945 en la Ciudad de México.
El acta amplió el pacto de solidaridad recíproca establecido entre los países americanos, ya no solo contra agresiones extracontinentales, sino incluyendo la posibilidad de atacar o sancionar también a países americanos. También estableció una serie de procedimientos para sancionar a los países americanos, en determinadas condiciones.
El Acta de Chapultepec impuso la posición estadounidense de la Doctrina Monroe, con el fin de utilizarla en la Guerra Fría, impulsado por los sectores conservadores de Estados Unidos y fue completada con la creación de Tratado Interamericano de Asistencia Recíproca (TIAR) en 1947 y de la Organización de Estados Americanos (OEA) en 1948.
En el futuro sería invocada contra los gobiernos de Jacobo Árbenz (Guatemala) y Fidel Castro (Cuba). 